# Championnat du Chili de football 1977
Navigation
Saison précédente Saison suivante
La saison 1977 du Championnat du Chili de football est la quarante-cinquième édition du championnat de première division au Chili. Les dix-huit meilleurs clubs du pays sont regroupés au sein d'une poule unique où elles s'affrontent deux fois, à domicile et à l'extérieur. En fin de saison, les deux derniers du classement sont relégués et remplacés par les deux meilleurs clubs de Segunda División, la deuxième division chilienne tandis que les 15e et 16e disputent un barrage de promotion-relégation face aux 3e et 4e de D2. 
C'est le club d'Unión Española qui remporte le championnat cette saison après avoir terminé en tête du classement final, avec deux points d'avance sur le tenant du titre, le CD Everton de Viña del Mar et quatre sur le Club Deportivo Palestino. C'est le cinquième titre de champion du Chili de l'histoire du club.

## Les clubs participants
| - Club Deportivo Huachipato - Colo Colo - CD Universidad Católica - CF Universidad de Chile - Unión Española - Santiago Wanderers - Deportivo Ñublense - Promu de Segunda División - Club de Deportes Ovalle - Club de Deportes Antofagasta | - Green Cross-Temuco - Club de Deportes Lota Schwager - Club Deportivo O'Higgins - Promu de Segunda División - Club de Deportes Aviación - Club Deportes Concepción - Club Deportivo Palestino - CD Santiago Morning - CD Everton de Viña del Mar - Audax Italiano - Promu de Segunda División |

## Compétition
Le barème utilisé pour établir le classement est le suivant :
- Victoire : 2 points
- Match nul : 1 point
- Défaite : 0 point

### Classement
| Rang | Équipe                         | Pts | J  | G  | N  | P  | Bp | Bc | Diff |
| ---- | ------------------------------ | --- | -- | -- | -- | -- | -- | -- | ---- |
| 1    | Unión Española                 | 51  | 34 | 21 | 9  | 4  | 72 | 28 | +44  |
| 2    | CD Everton de Viña del Mar T   | 49  | 34 | 20 | 9  | 5  | 64 | 38 | +26  |
| 3    | Club Deportivo Palestino C     | 47  | 34 | 18 | 11 | 5  | 70 | 33 | +37  |
| 4    | Colo Colo                      | 42  | 34 | 15 | 12 | 7  | 56 | 43 | +13  |
| 5    | CF Universidad de Chile        | 39  | 34 | 13 | 13 | 8  | 50 | 35 | +15  |
| 6    | Club de Deportes Lota Schwager | 36  | 34 | 11 | 14 | 9  | 46 | 45 | +1   |
| 7    | Club Deportes Concepción       | 35  | 34 | 14 | 7  | 13 | 48 | 52 | -4   |
| 8    | Club de Deportes Aviación      | 34  | 34 | 12 | 10 | 12 | 46 | 51 | -5   |
| 9    | Audax Italiano P               | 33  | 34 | 12 | 9  | 13 | 48 | 53 | -5   |
| 10   | Club Deportivo O'Higgins P     | 31  | 34 | 10 | 11 | 13 | 40 | 44 | -4   |
| 11   | Club Deportivo Huachipato      | 30  | 34 | 9  | 12 | 13 | 39 | 46 | -7   |
| 12   | Green Cross-Temuco             | 30  | 34 | 10 | 10 | 14 | 46 | 62 | -16  |
| 13   | Deportivo Ñublense P           | 28  | 34 | 8  | 12 | 14 | 38 | 45 | -7   |
| 14   | CD Universidad Católica        | 28  | 34 | 8  | 12 | 14 | 36 | 48 | -12  |
| 15   | Santiago Wanderers             | 28  | 34 | 9  | 10 | 15 | 50 | 66 | -16  |
| 16   | Club de Deportes Ovalle        | 27  | 34 | 6  | 15 | 13 | 42 | 52 | -10  |
| 17   | CD Santiago Morning            | 27  | 34 | 9  | 9  | 16 | 37 | 50 | -13  |
| 18   | Club de Deportes Antofagasta   | 17  | 34 | 5  | 7  | 22 | 29 | 66 | -37  |

|  | Qualification pour la Copa Libertadores 1978                                     |
|  | Qualification pour la Liguilla pré-Libertadores                                  |
|  | Participation au barrage de relégation                                           |
|  | Participation au barrage de promotion-relégation                                 |
|  | Relégation directe en Segunda División                                           |
|  | T : Tenant du titre C : Vainqueur de la Copa Chile P : Promu de Segunda División |

### Liguilla pré-Libertadores
| Rang | Équipe                     | Pts | J | G | N | P | Bp | Bc | Diff |  | Résultats (▼ dom., ► ext.) | Pale | Ever | Colo | Univ |
| ---- | -------------------------- | --- | - | - | - | - | -- | -- | ---- |  | -------------------------- | ---- | ---- | ---- | ---- |
| 1    | Club Deportivo Palestino   | 5   | 3 | 2 | 1 | 0 | 5  | 3  | +2   |  | Club Deportivo Palestino   |      | 2-2  | 2-1  | 1-0  |
| 2    | CD Everton de Viña del Mar | 3   | 3 | 1 | 1 | 1 | 6  | 5  | +1   |  | CD Everton de Viña del Mar |      |      |      | 4-2  |
| 3    | Colo Colo                  | 3   | 3 | 1 | 1 | 1 | 4  | 4  | 0    |  | Colo Colo                  |      | 1-0  |      | 2-2  |
| 4    | CF Universidad de Chile    | 1   | 3 | 0 | 1 | 2 | 4  | 7  | -3   |  | CF Universidad de Chile    |      |      |      |      |

|  | Qualification pour la Copa Libertadores 1978 |

### Barrage de relégation
Le Club de Deportes Ovalle et le CD Santiago Morning ont terminé à égalité à la 16e place, qui entraîne la participation au barrage de promotion-relégation. Les deux clubs doivent donc disputer un match de barrage pour se départager.
| Équipe 1            | Résultat | Équipe 2                |
| ------------------- | -------- | ----------------------- |
| CD Santiago Morning | 1 - 0    | Club de Deportes Ovalle |

- Club de Deportes Ovalle est directement relégué en Segunda División tandis que le CD Santiago Morning doit participer au barrage de promotion-relégation.

### Barrage de promotion-relégation
- Santiago Wanderers, 15e du classement et le CD Santiago Morning, vainqueur du barrage de relégation, retrouvent les 3e et 4e de Segunda División en poule de promotion-relégation. Les deux premiers du classement accèdent ou se maintiennent en première division.

| Rang | Équipe                         | Pts | J | G | N | P | Bp | Bc | Diff |  | Résultats (▼ dom., ► ext.)     | Morn | Cobr | Wand | Mall |
| ---- | ------------------------------ | --- | - | - | - | - | -- | -- | ---- |  | ------------------------------ | ---- | ---- | ---- | ---- |
| 1    | CD Santiago Morning            | 5   | 3 | 2 | 1 | 0 | 7  | 3  | +4   |  | CD Santiago Morning            |      | 1-1  | 4-1  | 2-1  |
| 2    | Club de Deportes Cobreloa (D2) | 4   | 3 | 1 | 2 | 0 | 5  | 2  | +3   |  | Club de Deportes Cobreloa (D2) |      |      | 1-1  | 3-0  |
| 3    | Santiago Wanderers             | 2   | 3 | 0 | 2 | 1 | 3  | 6  | -3   |  | Santiago Wanderers             |      |      |      | 1-1  |
| 4    | Malleco Unido (D2)             | 1   | 3 | 0 | 1 | 2 | 2  | 6  | -4   |  | Malleco Unido (D2)             |      |      |      |      |

|  | Promu en Primera División      |
|  | Relégation en Segunda División |

## Bilan de la saison
| Championnat du Chili de football 1977 |                              |
| Champion                              | Unión Española (5e titre)    |
| Coupes et trophées                    |                              |
| Vainqueur de la Coupe du Chili 1977   | Club Deportivo Palestino     |
| Qualifications continentales          |                              |
| Copa Libertadores 1978                | Unión Española               |
| Copa Libertadores 1978                | Club Deportivo Palestino     |
| Promotions et relégations             |                              |
| Promus en Primera División            | CD Coquimbo Unido            |
| Promus en Primera División            | Club de Deportes Cobreloa    |
| Promus en Primera División            | CSD Rangers                  |
| Relégués en Segunda División          | Club de Deportes Antofagasta |
| Relégués en Segunda División          | Santiago Wanderers           |
| Relégués en Segunda División          | Club de Deportes Ovalle      |